# ايمانويل غارسيا (لاعب كرة قدم)
ايمانويل غارسيا (بالإسبانية: Emmanuel García)‏ (28 ديسمبر 1989 في المكسيك - ) هو لاعب كرة قدم مكسيكي في مركز الوسط. لعب مع نادي باتشوكا وتيبورونيس روخوس دي فيراكروز وريبوسيروس دي لا بيداد ‏.

## وصلات خارجية
- ايمانويل غارسيا على موقع الاتحاد الدولي (مؤرشف)  (الإنجليزية)
- ايمانويل غارسيا على موقع قاعدة بيانات كرة القدم.إي يو (الإنجليزية)
- ايمانويل غارسيا على موقع Soccerway.com (الإنجليزية)
- ايمانويل غارسيا على موقع AS.com (الإسبانية)